# Aubers Ridge British Cemetery
Aubers Ridge British Cemetery is een Britse militaire begraafplaats uit de Eerste Wereldoorlog, gelegen in de Franse gemeente Aubers in het Noorderdepartement. De begraafplaats werd ontworpen door Charles Holden in samenwerking met William Cowlishaw en ligt een kilometer ten zuidoosten van het dorpscentrum, langs de weg naar Herlies.  Het terrein heeft een nagenoeg rechthoekig grondplan met een oppervlakte van 2.476 m² en is omgeven door een bakstenen muurtje. Centraal vooraan staat het Cross of Sacrifice en aan de rechter zijmuur de Stone of Remembrance. De begraafplaats wordt onderhouden door de Commonwealth War Graves Commission.
Er liggen 720 gesneuvelden begraven, waarvan slechts 278 geïdentificeerd konden worden.

## Geschiedenis
Aubers lag tijdens de Eerste Wereldoorlog aan het front. In oktober 1914 hadden de geallieerden het dorp nog kunnen innemen, maar moesten het al gauw weer uit handen geven. Ondanks verschillende aanvalspogingen bleef de lage heuvelrug van Aubers tot oktober 1918 in Duitse handen. Uiteindelijk kon de 47th (London) Division dit gebied heroveren.
De begraafplaats werd na de wapenstilstand aangelegd met graven uit de omliggende slagvelden en enkele kleinere begraafplaatsen. Er werden onder meer graven overgebracht uit Chateau-du-Flandre British Cemetery in Beaucamps en Winchester Post Military Cemetery, Rue-du-Bacquerot in Laventie. Opvallend aan deze begraafplaats is dat perk I alle graven bevat van niet geïdentificeerde Australiërs die sneuvelden tijdens de aanval op Fromelles op 19 en 20 juli 1916. De graven van perk II zijn alle van soldaten van de 61st (South Midland) Division die eveneens sneuvelden tijdens dezelfde actie.
Er liggen 520 Britten, 196 Australiërs en 1 Indiër uit de Eerste Wereldoorlog begraven. Voor 1 Brit werd een Special Memorial opgericht omdat zijn graf niet meer gelokaliseerd kon worden. Er liggen ook 2 Britten en 1 Pool uit de Tweede Wereldoorlog begraven.

## Graven

### Onderscheiden militairen
- A.E. Riddy, sergeant bij het London Regiment werd onderscheiden met de Distinguished Conduct Medal en de Military Medal (DCM, MM).
- de soldaten A.G. Byart en Harry William Meade, beide van het London Regiment ontvingen de Military Medal (MM).

### Minderjarige militairen
- de schutters T. Lawrence van de Rifle Brigade en E. Pearce van het West Yorkshire Regiment (Prince of Wales's Own) en de soldaat James Russell Thomas van de Australian Infantry, A.I.F. waren slecht 17 jaar toen ze sneuvelden.